# Miners de Scranton
Les Miners de Scranton (en anglais : Scranton Miners) étaient une équipe américaine de basket-ball, basée à Scranton en Pennsylvanie. L'équipe a existé durant les années 1940-1950, et disputait alors la American Basketball League. Elle a ensuite évolué en Eastern Professional Basketball League.

## Noms successifs
- 1946 - janvier 1948 : Atoms de Jersey City
- Janvier 1948 - 1970 : Miners de Scranton
- 1970 - 1977 : Apollos de Scranton

## Ligues disputées
- 1946 - 1953 : American Basketball League
- 1954 - 1977 : Eastern Professional Basketball League

## Palmarès
- Vainqueur de la American Basketball League : 1950, 1951

## Entraineurs successifs
- 1956-1957 :  Hank Rosenstein
- 1959-1960 :  Hank Rosenstein
- 1960-1961 :  Togo Palazzi
- 1962-1963 :  Elmer Ripley
- 1963-1964 :  Hank Rosenstein
- 1964-1965 :  Red Wallace
- 1966-1967 :  Paul Seymour
- 1967-1968 :  Andrew Levane